# Léon Richet
Ne doit pas être confondu avec Léon Richer.
Léon Richet, né le 15 avril 1843 à Solesmes (Nord) et mort le 26 mars 1907 à Paris, est un peintre français. Élève de Narcisse Diaz de la Pena et d'Emile Van Marcke de Lummen, peintre de l'école de Barbizon, Léon Richet s'est surtout intéressé à la représentation d'animaux et de paysages.

## Biographie
Léon Richet naît le 15 avril 1843 à Solesmes. Il étudie l'art à Valenciennes et devient professeur de lycée en 1879. Rattaché à l'école de Barbizon, il réalise plusieurs tableaux avec Narcisse Virgilio Diaz. Ses œuvres sont exposées au Salon des artistes français de 1869 à 1906.

## Œuvres
Musée d'Orsay
- Portrait de Pierre Lanith Petit (1831 - 1909)
- Les Gorges d'Apremont, peint entre 1847 et 1907

Musée des Beaux-Arts de Reims

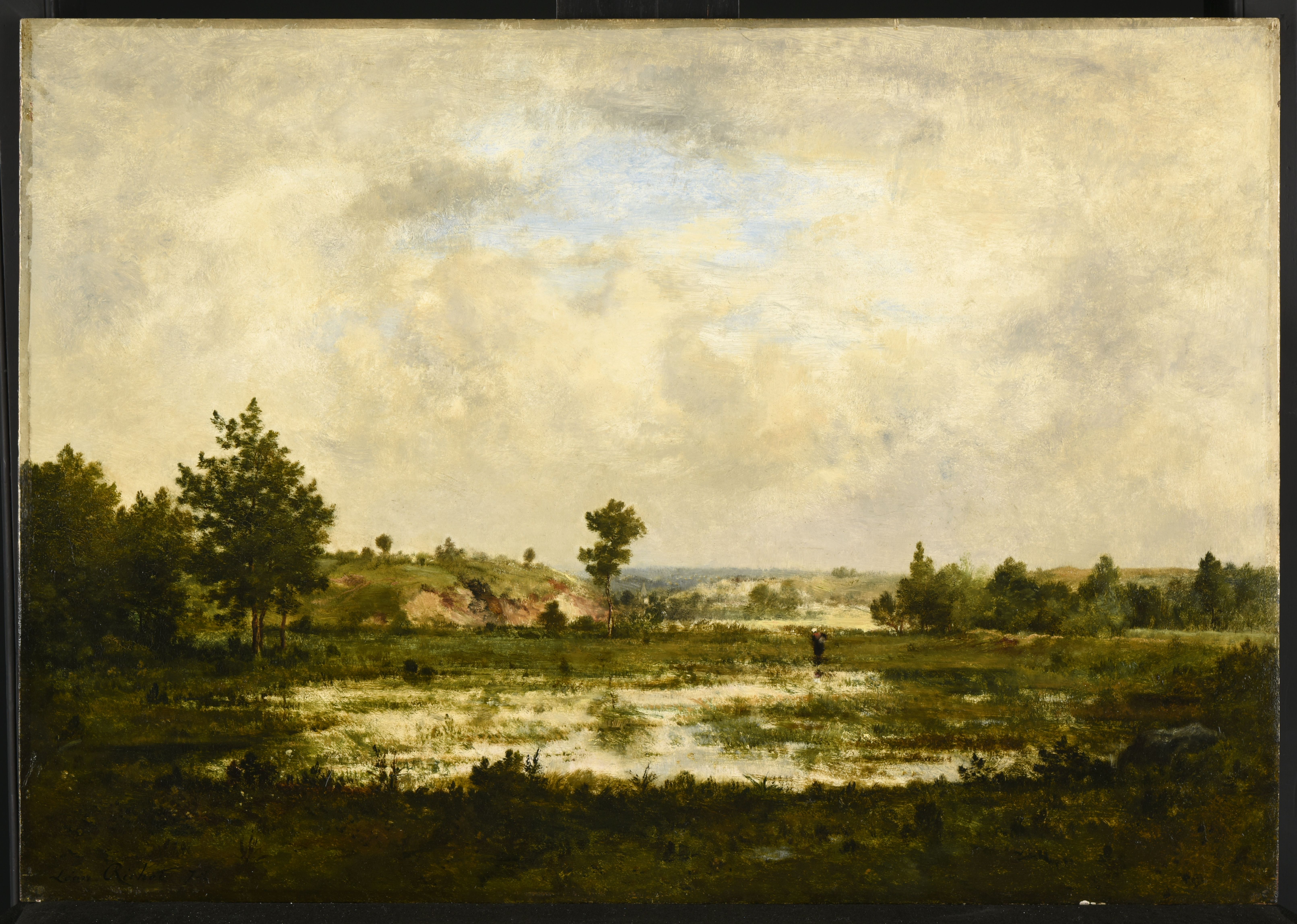
Paysage avec marais, 1872
- Paysage, 1869 [6]  - Paysage avec marais, musée numérique